# Филиппов, Максим Николаевич
Максим Николаевич Филиппов (21 сентября 1982, Кингисепп, СССР) — российский игрок в мини-футбол. Нападающий белорусского клуба «Витэн».

## Биография
Филиппов дебютировал в мини-футболе в составе московского клуба «ГКИ-Газпром». К концу сезона 2001/02 он стал заметной фигурой клуба, выигравшего тогда серебро чемпионата России. Но вскоре «газовики» прекратили существование, и Максим перешёл в «Динамо». Там он пробыл недолго и в феврале 2003 года стал игроком подмосковного клуба «Спартак-Щёлково». В его составе Филиппов стал обладателем кубка России 2005 года.
В 2005 году Филиппов перешёл в московский ЦСКА. В 2008 году он на один сезон покинул армейский клуб и выступал за «Норильский никель», однако затем вновь вернулся в состав красно-синих.
В 2014—2016 годах выступал за питерскую любительскую команду «Фруктовый мир». С января 2017 года — игрок белорусского клуба «Витэн».

## Достижения
- Обладатель Кубка России по мини-футболу 2005